# Isole del Pacifico

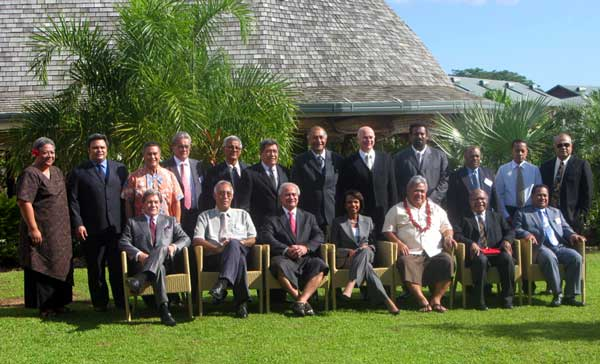
I leader delle Isole del Pacifico, tutti membri del Forum delle isole del Pacifico, in una riunione a Samoa con l'ex segretario di Stato statunitense Condoleezza Rice (seduta, al centro), 26 luglio 2008

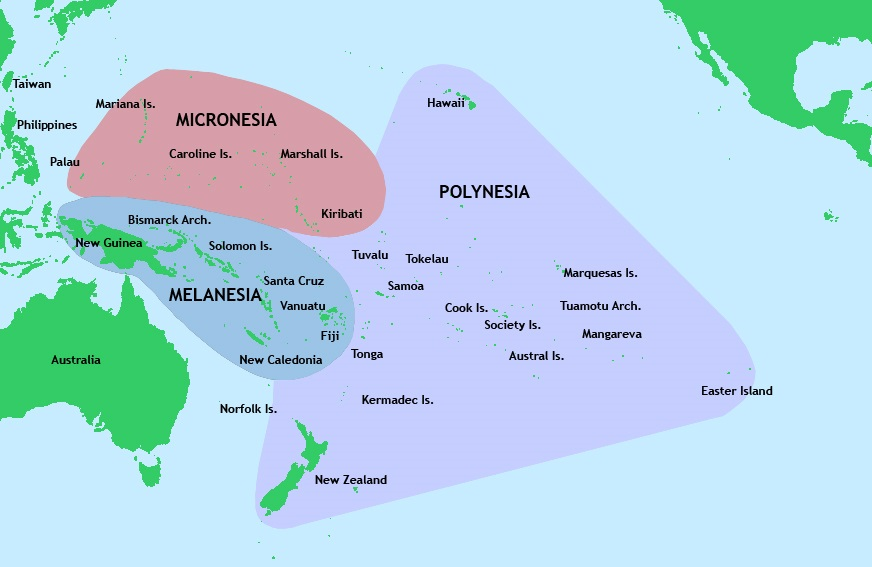
I tre principali gruppi di isole nell'Oceano Pacifico.

Le Isole del Pacifico sono un gruppo di 20-30 000 isole dell'Oceano Pacifico.
Quelle situate a sud del Tropico del Cancro sono tradizionalmente raggruppate in tre divisioni: Melanesia, Micronesia e Polinesia.

## Oceania
Le Isole del Pacifico talvolta sono chiamate collettivamente anche Oceania (sebbene si definisca l'Oceania come comprendente anche l'Australasia e l'Arcipelago Malese).
- Melanesia significa isole nere. Queste includono la Nuova Guinea (la più grande isola del Pacifico, che è divisa nel Paese sovrano di Papua Nuova Guinea e nelle province indonesiane di Papua e Papua Occidentale), la Nuova Caledonia, le Zenadh Kes (Isole dello Stretto di Torres), Vanuatu, le Figi e le Isole Salomone.
- Micronesia significa piccole isole. Queste includono le Marianne, Guam, l'Isola di Wake, Palau, le Isole Marshall, Kiribati, Nauru* e gli Stati Federati di Micronesia. La maggior parte di esse giacciono a nord dell'equatore.
- Polinesia significa molte isole. Queste includono la Nuova Zelanda, l'Arcipelago delle Hawaii, Rotuma, le Isole Midway, Samoa, le Samoa americane, Tonga, Tuvalu, le Isole Cook, Wallis e Futuna, Tokelau, Niue, la Polinesia francese e l'Isola di Pasqua. È la più grande delle tre zone.

Le isole della regione sono classificate in due gruppi, isole alte e isole basse. I vulcani formano le isole alte, che generalmente possono sostenere più persone e hanno un suolo più fertile. Le isole basse sono scogliere o atolli, e sono relativamente piccole e infertili. La Melanesia, la più popolosa delle tre regioni, contiene principalmente isole alte, mentre la maggior parte della Micronesia e della Polinesia sono piccole isole. In aggiunta, ci sono molte altre isole localizzate dentro i confini dell'Oceano Pacifico che non sono considerate parte dell'Oceania. Tali isole includono le Isole Galápagos dell'Ecuador; le Isole Aleutine in Alaska, Stati Uniti; le isole russe di Sachalin e le Isole Curili; Taiwan e altre isole della Repubblica di Cina; le Filippine; le isole nel Mar Cinese Meridionale, che comprendono le disputate Isole del Mar Cinese Meridionale; la maggior parte delle isole dell'Indonesia; e la nazione isola del Giappone, che include le Isole Ryukyu e l'arcipelago giapponese.
- Nauru (insieme all'isola di Banaba di Kiribati) potrebbe essere calcolata come una specie di eccezione. Gli indigeni nauruani sono sia un mosaico che una mescolanza di gruppi di tutte e tre le categorie - con un'influenza culturale che deriva primariamente dalla Micronesia. Si diceva anche che l'isola fosse un punto estremo dell'"Impero Tu'i Tonga" e potrebbe di conseguenza condividere sottili aspetti culturali e, ovviamente, storici con la Polinesia. Infine, le persone parlano una lingua e hanno un numero di geni che non sono in comune con alcuna delle tre regioni. Delle tre, Nauru è meno simile alla Polinesia e alla Melanesia e, ai fini pratici, è o assegnata alla Micronesia o designata come un'entità separata (quest'ultima essendo la scelta più comune).

## Lista di isole
Quella che segue è una lista di molte delle maggiori isole del Pacifico, organizzate per arcipelago o unità politica. Per mantenere questa lista di dimensioni contenute, sono dati i collegamenti a liste più complete per i paesi con grandi numeri di isole piccole o disabitate.
Nota: molte lingue polinesiane hanno una pausa glottidale, che nella maggior parte di esse, tuttavia, viene scritta raramente. Se non si può trovare un nome con un < ʻ >, provate a riscriverlo senza. Vedi ʻokina per maggiori informazioni.
- Samoa americane (parte orientale delle Isole Samoa, territorio degli Stati Uniti)
  - Aunuʻu
  - Ofu
  - Olosega
  - Atollo Rose
  - Isola Swains (Olosenga, Olohega) (disputata)
  - Taʻu
  - Tutuila
- Isola Baker (Stati Uniti)
- Columbia Britannica, Canada (molte isole). Tutte le isole del Pacifico del Canada sono localizzate nella provincia della Columbia Britannica. L'Isola di Vancouver è la più grande isola canadese del Pacifico.
- Isole Caroline (Stati Federati di Micronesia; Palau)
  - Stati Federati di Micronesia
    - Pohnpei
    - Yap
      - Ulithi

    - Chuuk
      - Polowat

    - Kosrae

  - Palau
    - Babeldaob
    - Ioueldaob
      - Koror

    - Isole del Sud-ovest
- Clipperton (Francia)
- Isole Cook
  - Aitutaki
  - Atiu
  - Pamati (Palmerston)
  - Mangaia
  - Manihiki (Humphrey)
  - Manuae (Hervey)
  - Mauke (Parry)
  - Mitiaro
  - Nassau
  - Pukapuka (Danger)
  - Rakahanga (Reirson)
  - Rarotonga
  - Suwarrow (Anchorage)
  - Takutea
  - Tongareva (Penrhyn)
- Isole Desventuradas (Cile)
- Timor Est
  - Timor
- Isola di Pasqua/Rapa Nui (Cile)
- Isole Figi
  - Isole principali:
    - Viti Levu
    - Vanua Levu

  - Scogli tettonici significativi:
    - Conway Reef
    - Kadavu
    - Taveuni
    - Rotuma

  - Arcipelaghi:
    - Gruppo di Kadavu
    - Isole Lau
    - Isole Lomaiviti
    - Isole Mamanuca
    - Isole Moala
    - Isole Ringgold
    - Gruppo di Rotuma
    - Gruppo di Vanua Levu
    - Gruppo di Viti Levu
    - Isole Yasawa
- Polinesia francese ("Tahiti", Territorio Autonomo d'Oltremare della Francia)
  - Isole Australi
    - Tubuai

  - Isole della Società
    - Isole del Vento
      - Moorea
      - Tahiti
      - Tetiaroa
      - Maiao
      - Mehetia

    - Isole Sottovento
      - Bora Bora
      - Huahine
      - Maupiti
      - Raiatea & Tahaa
      - Tupai
      - Mopelia (nota anche come Maupihaa)
      - Manuae (nota anche come Atollo di Scilly)
      - Motu One (nota anche come Bellinghausen)

  - Isole Marchesi
    - Fatu Hiva
    - Hiva Oa
    - Nuku Hiva
    - Tahuata
    - Ua Huka
    - Ua Pou

  - Isole Tuamotu
    - Rangiroa
    - Fakarava
    - Moruroa
    - Fangataufa

  - Isole Gambier
    - Mangareva
    - Isola Helena
- Isole Galapagos (Ecuador)
- Isole Gilbert (Kiribati)
- Hawaii (Stati Uniti)
  - Isole principali
    - Hawaiʻi
    - Kahoʻolawe
    - Kauaʻi
    - Lanaʻi
    - Maui
    - Molokaʻi
    - Niʻihau
    - Oʻahu

  - Isole Hawaii nordoccidentali
    - Kaʻula
    - Nihoa
    - Necker
    - French Frigate Shoals
    - Gardner Pinnacles
    - Scogliera Maro
    - Laysan
    - Lisianski
    - Atollo Pearl e Hermes
    - Midway
    - Kure
- Isola Howland (Stati Uniti)
- Indonesia
- Atollo Johnston (Stati Uniti)
- Isole Juan Fernández (Cile)
- Isole Kermadec (Nuova Zelanda)
  - Isola Macauley
  - Isola Raoul
- Sporadi equatoriali
  - Isola Caroline
  - Isola Flint (Kiribati)
  - Isola Jarvis (Stati Uniti)
  - Kingman Reef (Stati Uniti)
  - Kiritimati/Isola Christmas (Kiribati)
  - Isola Malden (Kiribati)
  - Atollo di Palmyra (Stati Uniti)
  - Isola Starbuck (Kiribati)
  - Tabuaeran/Isola Fanning (Kiribati)
  - Teraina/Isola Washington (Kiribati)
  - Tongareva/Isola Penrhyn (Isole Cook)
  - Isola Vostok (Kiribati)
- Isola di Lord Howe (Australia)
- Minami Torishima (Giappone)
- Isole Marianne (Stati Uniti)
  - Guam
  - Isole Marianne Settentrionali
    - Saipan
    - Rota
    - Tinian
    - Isole Maug
    - Pagan
    - Alamagan
    - Farallon de Pajaros
- Isole Marshall
  - Bikini
  - Enewetak
  - Kwajalein
  - Rongelap
  - Majuro
- Isola Norfolk (Australia)
- Stati Federati di Micronesia (Isole Caroline)
  - Chuuk (Truk)
    - Polowat

  - Pohnpei
  - Kosrae
  - Yap
    - Ulithi
- Nauru
- Nuova Caledonia ("Kanaky", Francia)
  - Isole Chesterfield
  - Ilots du Mouillage
  - Nuova Caledonia
    - Isola dei Pini
    - Isole Belep
    - Nuova Caledonia

  - Isole della Lealtà
    - Bagao
    - Lifou
    - Maré
    - Ouvéa
    - Tiga
- Nuova Zelanda ("Aotearoa", vedi anche Isole della Nuova Zelanda)
  - Isole Chatham
    - Isola Chatham
    - Isola Pitt

  - Isola d'Urville
  - Isola della Grande Barriera
  - Isola Kapiti
  - Isola del Nord
  - Isola del Sud
  - Isola Stewart
  - Isola Waiheke
- Niue (Isola Selvaggia)
- Okinotorishima (Giappone)
- Papua Nuova Guinea
  - Arcipelago di Bismarck
    - Isole dell'Ammiragliato
    - Nuova Britannia
    - New Ireland
    - Isole Saint Matthias

  - Bougainville
  - Isole di D'Entrecasteaux
  - Arcipelago delle Luisiadi
  - Trobriand
- Isole della Fenice (Kiribati)
- Isole Pitcairn (Regno Unito)
  - Isola Henderson
  - Isola Oeno
  - Ducie
- Isole Revillagigedo (Messico)
- Samoa (parte occidentale delle Isole Samoa)
  - Savaiʻi
  - ʻUpolu
  - Apolima
  - Manono
  - Nuutele
- Isole Salomone
  - Bellona
  - Choiseul
  - Isole Florida
  - Guadalcanal
  - Malaita
  - Maramasike
  - Nuova Georgia
  - Rennell
  - Isole Russell
  - Makira
  - Isole Santa Cruz
  - Santa Isabel
  - Isole Shortland
  - Sikaiana (Isole Stewart)
  - Tulagi
  - Ulawa
  - Uki
- Tokelau
  - Atafu (Duke of York Island)
  - Fakaofo (Bowditch Island)
  - Nukunonu (Duke of Clarence Island)
  - Olohega (Swains island) (disputed)
- Tonga (solo isole o gruppi principali, in ordine nord-sud.)
  - Niuafoʻou
  - Niuatoputapu (Keppel's Island)
  - Vavaʻu
  - Kao
  - Tofua
  - Haʻapai
  - Tongatapu
  - ʻEua
- Isole dello stretto di Torres (Australia)
- Tuvalu (vedi anche Isole di Tuvalu)
  - Funafuti (atollo di almeno 30 isole)
  - Nanumanga (o Nanumaga)
  - Nanumea (atollo di almeno 6 isole)
  - Niulakita
  - Niutao
  - Nui (atollo di almeno 21 isole)
  - Nukufetau (atollo di almeno 33 isole)
  - Nukulaelae (atollo di almeno 15 isole)
  - Vaitupu (atollo di almeno 9 isole)
- Vanuatu (Nuove Ebridi; vedi anche Isole di Vanuatu)
  - Ambae
  - Ambrym
  - Anatom
  - Éfaté
  - Erromango
  - Espiritu Santo
  - Futuna
  - Hunter (rivendicata dalla Francia e da Vanuatu)
  - Isole Banks
  - Isole Torres
  - Maéwo
  - Matthew (rivendicata dalla Francia e da Vanuatu)
  - Malakula
  - Isola di Pentecoste
  - Tanna
- Isola di Wake (Stati Uniti)
- Wallis e Futuna (Francia)
  - Alofi
  - Futuna
  - Wallis (ʻUvea)
- Isola Willis (Australia)